# Carabus splendens
Carabus splendens es una especie de insecto adéfago del género Carabus, familia Carabidae. Fue descrita científicamente por G. A. Olivier en 1790.
Habita en Francia y España.